# Universidad Islámica, Bangladesh
Universidad islámica, Bangladesh (en bengalí: ইসলামী বিশ্ববিদ্যালয়, বাংলাদেশ, en árabe: الجامعة الإسلامية بنغلاديش‎), comúnmente conocida como Universidad Islámica, Kushtia, es una de las principales universidades públicas de investigación y doctorado en Bangladés. Es la única universidad en Bangladesh donde hay una corriente especializada de Teología y otras siete facultades académicas.
El 22 de noviembre de 1979, se estableció la fundación de la Universidad Islámica en Kushtia y funciona bajo la Ley de la Universidad Islámica de 1980.